# Kemal Tunçeri
Kemal Tunçeri (Istanbul, 30 agosto 1974) è un ex cestista turco.

## Palmarès
- Coppa del Presidente: 1

Türk Telekom PTT: 1997